# براندون فنسنت
براندون فنسنت (بالإنجليزية: Brandon Vincent)‏ (1 مايو 1994 بلوس أنجلوس في الولايات المتحدة - ) هو لاعب كرة قدم أمريكي في مركز الدفاع. شارك مع منتخب الولايات المتحدة لكرة القدم. أما مع النوادي، فقد لعب مع شيكاغو فاير وCapital FC ‏ وVentura County Fusion ‏.

## وصلات خارجية
- براندون فنسنت على موقع الدوري الأمريكي (الإنجليزية)
- براندون فنسنت على موقع قاعدة بيانات كرة القدم.إي يو (الإنجليزية)
- براندون فنسنت على موقع ناشيونال فوتبول تيمز (الإنجليزية)
- براندون فنسنت على موقع Soccerbase.com (لاعب) (الإنجليزية)
- براندون فنسنت على موقع Soccerway.com (الإنجليزية)
- براندون فنسنت على موقع عالم كرة القدم.نت (الإنجليزية)
- براندون فنسنت على موقع AS.com (الإسبانية)